# Days of Our Lives
Days of our Lives (Dias das nossas vidas em tradução livre para o português) é uma telenovela (soap opera) exibida originalmente pela NBC desde a sua estreia em 1965. O programa é produzido por duas companhias, Corday Productions e Sony Pictures Television. No Brasil, o programa foi exibido por um curto período pelo canal de TV paga Sony Entertainment Television.

## Paródias e citações
Days Of Our Lives é citada em referência na sitcom Friends, da NBC, onde um dos seis protagonistas, Joey Tribbiani (Matt LeBlanc), é escalado como "Dr. Drake Ramoray" no programa, apesar de Joey viver em Nova York enquanto Days of Our Lives é filmado na Califórnia. Os episódios subsequentes incluíram histórias inventadas para a sitcom e incluíram algumas participações especiais de membros do elenco na vida real da novela. O tempo de Joey no programa terminou quando ele enfureceu os escritores da série; seu personagem foi morto depois de cair em um poço de elevador. Mais tarde, seu personagem foi trazido de volta à vida graças a um transplante de cérebro da personagem Jessica Lockhart, interpretada por Susan Sarandon.